# Кадавал
О герцогах Кадавал см. Кадавали
Кадавал (порт. Cadaval; [kɐdɐ'vaɫ]) — посёлок городского типа в Португалии, центр одноимённого муниципалитета в составе округа Лиссабон. Численность населения — 2,4 тыс. жителей (посёлок), 14,5 тыс. жителей (муниципалитет). Посёлок и муниципалитет входит в регион Центральный регион и субрегион Оэште. По старому административному делению входил в провинцию Эштремадура.

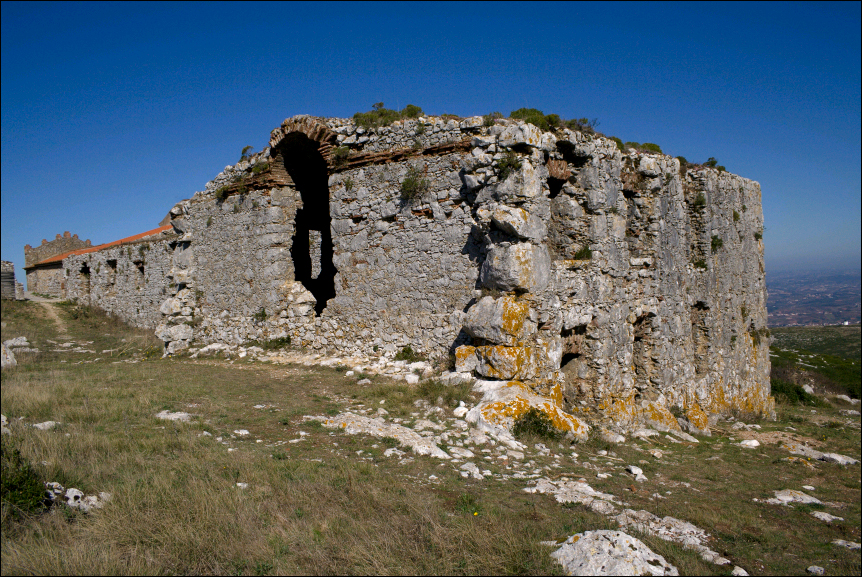
Доминиканский монастырь

## Расположение
Поселок расположен в 60 км севернее центра Лиссабона и в 20 км от берега Атлантического океана.
В 7 км юго-восточнее расположена гора Монте-Жунту (666 м), самая высокая точка округа Лиссабон.
Расстояние до:
- Лиссабон = 60 км
- Лейрия = 62 км
- Сантарен = 36 км

Муниципалитет граничит:
- на севере — муниципалитет Калдаш-да-Раинья
- на востоке — муниципалитет Риу-Майор и Азамбужа
- на юге — муниципалитет Аленкер
- на юго-западе — муниципалитет Торреш-Ведраш
- на западе — муниципалитет Лориньян
- на северо-западе — муниципалитет Бомбаррал

## Население
| Население города Кадавал (1801—2004) | Население города Кадавал (1801—2004) | Население города Кадавал (1801—2004) | Население города Кадавал (1801—2004) | Население города Кадавал (1801—2004) | Население города Кадавал (1801—2004) | Население города Кадавал (1801—2004) | Население города Кадавал (1801—2004) | Население города Кадавал (1801—2004) |
| ------------------------------------ | ------------------------------------ | ------------------------------------ | ------------------------------------ | ------------------------------------ | ------------------------------------ | ------------------------------------ | ------------------------------------ | ------------------------------------ |
| 1801                                 | 1849                                 | 1900                                 | 1930                                 | 1960                                 | 1981                                 | 1991                                 | 2001                                 | 2004                                 |
| 4001                                 | 6388                                 | 10 731                               | 14 728                               | 17 287                               | 14 474                               | 13 516                               | 13 943                               | 14 385                               |

## История
Посёлок основан в 1371 году. Он долгое время принадлежал герцогскому роду Кадавалей.

## Районы
- Алгубер
- Вермелья
- Вилар
- Кадавал
- Ламаш
- Пайнью
- Перал
- Перу-Мониш
- Серкал
- Фигейруш